# スバル信州
スバル信州（スバルしんしゅう）は、長野県長野市に本社を置くSUBARUのディーラーである。

## 沿革
- 1973年（昭和48年）4月11日 - 松本スバル自動車株式会社設立
- 2006年（平成18年）6月29日 - 新長野スバル自動車株式会社設立
- 2008年（平成20年）10月1日 - 松本スバル自動車と新長野スバル自動車が統合して、スバル信州株式会社が誕生[2]。
- 2009年（平成21年）4月1日 - 全国スバル販売店の再編により、新潟スバル自動車傘下の事業会社となる[3]。

## 店舗
- 本社･長野若里店 - 長野県長野市若里四丁目
- 稲田店 - 長野県長野市稲田一丁目
- 中野店 - 長野県中野市吉田七瀬
- 千曲店 - 長野県千曲市桜堂
- 上田店 - 長野県上田市常入
- 小諸店 - 長野県小諸市柏木
- 松本村井店 - 長野県松本市村井町北二丁目
- 松本インター店 - 長野県松本市島立五反田
- 諏訪店 - 長野県諏訪市四賀
- 伊那店 - 長野県伊那市西春近上島
- 長野テクニカルセンター/部品センター - 長野県長野市真島町川合
- カースポット長野 - 長野県長野市青木島町大塚
- カースポット上田 - 長野県上田市吉田
- カースポット佐久 - 長野県佐久市中込
- G-PARK松本 - 長野県松本市村井町北二丁目